# Beethoven's Last Night
Beethoven's Last Night è il terzo album in studio del gruppo musicale statunitense Trans-Siberian Orchestra, pubblicato nel l'11 aprile 2000 dal Warner Music Group e Atlantic.

## Tracce
1. Overture (Instrumental) – 2:58
2. Midnight – 2:10
3. Fate – 1:18
4. What Good This Deafness – 1:46
5. Mephistopheles – 3:48
6. What Is Eternal – 4:41
7. The Moment – 2:47
8. Vienna – 3:32
9. Mozart/Figaro (Instrumental) – 3:17
10. The Dreams of Candlelight – 4:05
11. Requiem (The Fifth) – 3:00
12. I'll Keep Your Secrets – 4:15
13. The Dark – 4:27
14. Für Elise (Instrumental) – 0:45
15. After the Fall – 4:35
16. A Last Illusion – 5:34
17. This Is Who You Are – 3:58
18. Beethoven (Instrumental) – 2:56
19. Mephistopheles' Return – 4:27
20. Misery – 2:45
21. Who Is This Child – 4:33
22. A Final Dream – 1:54

## Formazione
- Jody Ashworth, Patti Russo, Jon Oliva, Guy Lemmonnier, Jamie Torcellini, Sylvia Tosun, Zak Stevens, Dave Diamond, Doug Thoms - voce
- Paul O'Neill - chitarra
- Al Pitrelli - chitarra
- Chris Caffery - chitarra
- Johnny Lee Middleton - basso
- Jon Oliva - tastiera
- Robert Kinkel - tastiera
- Jeff Plate - batteria

## Classifiche
| Classifica (2011) | Posizione massima |
| ----------------- | ----------------- |
| Stati Uniti       | 81                |